# Комаров, Василий Иванович (спортсмен)
Василий Иванович Комаров (15 января 1921 года, деревня Теряево, Алексинский уезд, Тульская губерния — 22 апреля 2002 года, Москва) — советский спортсмен, игравший в хоккей с мячом, хоккей с шайбой и футбол.

## Биография
Начал играть в хоккей с мячом в Москве в 19З8 году в юношеской клубной команде «Красная Роза». Первый тренер — Константин Иванович Емельянов. Затем Комаров выступал за взрослые команды этого клуба. В годы войны он играл в составе московских «Крыльев Советов».
После окончания войны хоккеист в течение 8 лет выступал в выступал в клубных командах московского «Динамо» по футболу, хоккею с шайбой и мячом. В 1945—1947 и 1950—1952 годах играл в первой динамовской команде по хоккею с мячом. В 1952 году включался в список 22 лучших игроков сезона. Помимо бело-голубых, игрок защищал цвета московских команд «Крыльях Советов» (1942—1944) и «Буревестнике» (1952—1957) в чемпионате по хоккею с мячом.
В футболе Василий Комаров выступал под амплуа центральный защитник. Он выступал за команды: «Динамо» (Иваново) (1945), «Динамо» (Москва)(1946—1948), «Динамо» (Минск) (1949), «Буревестник» (Кишинёв) (1950—1955). Всего в классе «А» он провёл 26 матчей.
После окончания своей спортивной карьеры Комаров работал тренером в футбольных и хоккейных командах московских «Крыльев Coветов» (1957—1964) и спортклуба «Союз» (вторая половина 60-х годов).
Скончался 22 апреля в Москве на 82-м году жизни.

## Достижения
Хоккей с шайбой
- Чемпион СССР: 1946/1947
- Серебряный призёр чемпионата СССР: 1949/1950, 1950/1951
- Бронзовый призёр чемпионата СССР: 1947/48, 1948/49

Хоккей с мячом
- Чемпион СССР: 1950/1951, 1951/1952
- Обладатель Кубка СССР: 1945/1946, 1946/1947, 1951/1952
- Чемпион Москвы: 1951/1952
- Серебряный призёр Чемпионата Москвы: 1945/1946
- Бронзовый призёр Чемпионата Москвы: 1946/1947
- Обладатель Кубка Москвы: 1946/1947, 1951/1952
- Финалист Кубка Москвы: 1945/1946

Футбол
- Серебряный призёр чемпионата СССР: 1948